# Alberto Rosende
Alberto Carlos Rosende (Miami, 14 februari 1993) is een Amerikaans acteur. 

## Biografie
Rosende werd geboren in Miami als oudste van twee kinderen, zijn broer is werkzaam in de filmproductie industrie. Hij is van Colombiaanse en Cubaanse afkomst. Hij doorliep de high school aan de St. Thomas Aquinas High School in Fort Lauderdale. Hierna studeerde hij met een bachelor of fine arts af aan de Tisch School of the Arts in Manhattan (New York). Het acteren leerde hij al op jonge leeftijd aan de Fort Lauderdale Children's Theater, waar hij in diverse voorstellingen optrad waaronder in Hairspray. 
Rosende begon in 2013 met acteren in de korte film The Swing of Things, waarna hij nog meerdere rollen speelde in films en televisieseries. Hij is vooral bekend van zijn rol als Simon Lewis in de televisieseries Shadowhunters: The Mortal Instruments (2016-2019) en als Blake Gallo in Chicago Fire (2019-2022). 

## Filmografie

### Films
Uitgezonderd korte films.
- 2020 Story Game - als James

### Televisieseries
Uitgezonderd eenmalige gastrollen.
- 2019-2024 Chicago Fire - als Blake Gallo - 80 afl.
- 2015-2019 Shadowhunters: The Mortal Instruments - als Simon Lewis - 55 afl.